# Messelirrisor
Messelirrisor es un género extinto de aves del orden Bucerotiformes, el único en la familia Messelirrisoridae. Los fósiles de tres especies de Messelirrisor (M. grandis, M. halcyrostris y M. parvus) han sido hallados en el Sitio fosilífero de Messel (Hesse, Alemania), y sus restos son los más abundantes entre las aves del yacimiento. Los especímenes encontrados incluyen esqueletos completos y articulados junto a restos del plumaje. Estas pequeñas aves, de aspecto similar a las actuales abubillas pero de menor tamaño, vivieron en los bosques que cubrían Europa central en el Eoceno Medio (entre 53 y 49 maa).  Messelirrisor es considerado como un ave arborícola, que ocupaba el nicho de algunos grupos de Passeriformes cuando estos aún no habían llegado a Europa.   

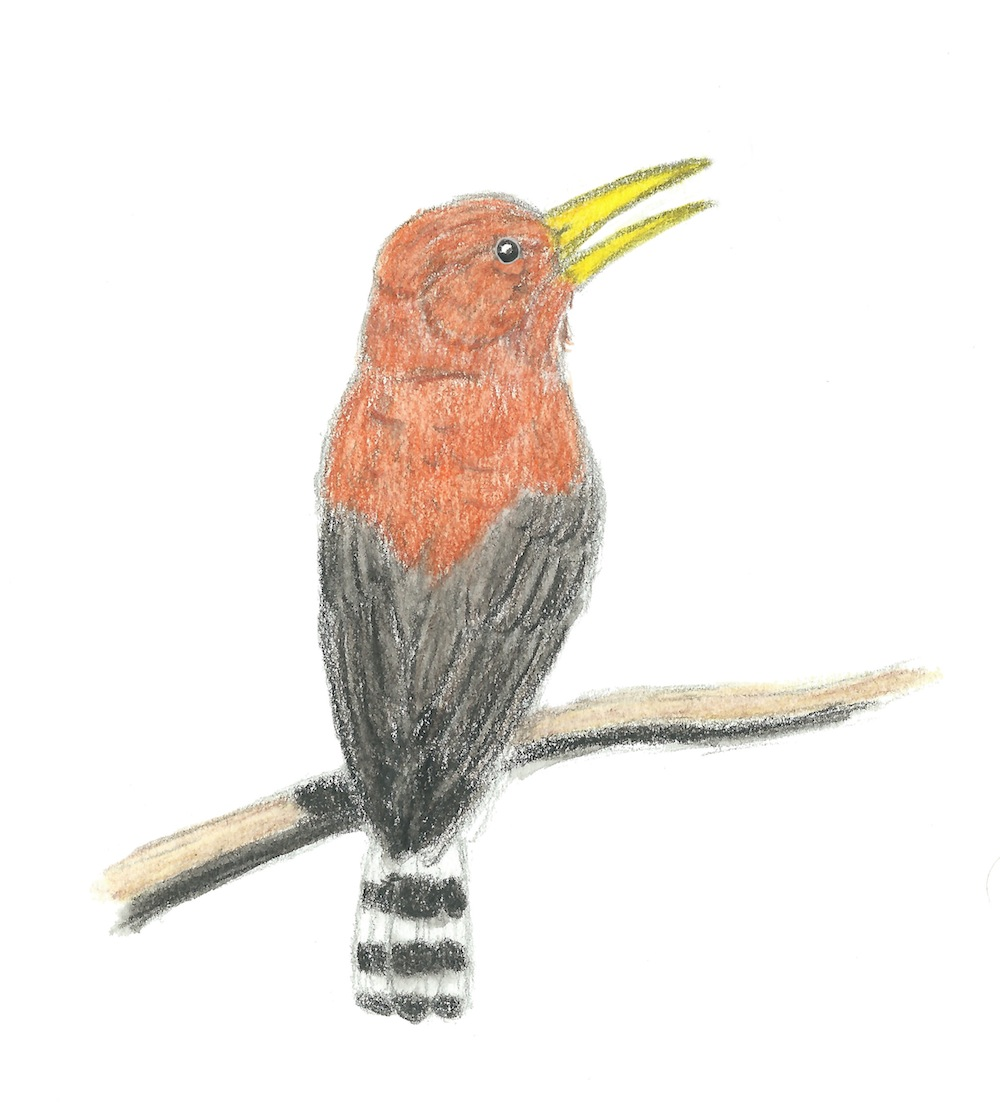
Reconstrucción en vida. Las plumas de la cola preservadas en los fósiles sugieren un patrón rayado

La familia Messelirrisoridae constituye el representante más antiguo del grupo que incluye a las abubillas (familia Upupidae) y abubillas arbóreas (familia Phoeniculidae). Al igual que estas aves, Messelirrisor pudo haber sido insectívoro, ya que la forma del pico es similar a los grupos antes mencionados. En la especie M. parvus la longitud del pico varía entre especímenes, lo cual se puede atribuir a individuos de diferente género, tal y como ocurre en algunas especies de abubillas arbóreas.